# Тоттеридж-енд-Ветстоун (станція метро)
51°37′50″ пн. ш. 0°10′50″ зх. д. / 51.630556° пн. ш. 0.180556° зх. д.
Тоттеридж-енд-Ветстоун (англ. Totteridge & Whetstone) — станція відгалуження Хай-Барнет Північної лінії Лондонського метро. Станція розташована у 4-й тарифній зоні, у районі Ветстоун, боро Барнет, Лондон, між станціями Хай-Барнет та Вудсайд-парк. Пасажирообіг на 2017 рік — 2.54 млн осіб.
Конструкція станції: наземна відкрита з двома прямими береговими платформами.

## Історія
- 1. квітня 1872: відкриття станції у складі Great Northern Railway[3]
- 14 квітня 1940: відкриття трафіку Північної лінії[4]
- березень 1941: завершення трафіку London and North Eastern Railway
- 1 жовтня 1962: закриття товарної станції[5]

## Пересадки
- На автобуси London Bus маршрутів: 34, 125, 234, 251, 263, 326, 383, 605, 626, 628, 634, 688 та нічний маршрут N20.[6][7][8]